# Серра-ду-Калдейран
Серра-ду-Калдейран (порт. Serra do Caldeirão) — гряда невысоких гор на юге Португалии, разделяющая провинции Алентежу и Алгарве. Наибольшая высота — 578 м.
В горах Серра-де-Калдейран берут начало многие ручьи и реки — Тержиш, Кобриш, Оэйраш, Вашкан, Фопана, Оделейте, Оделока, Араде.